# Kurejka
Kurejka, nazývaná také Ljuma nebo Numa (rusky Курейка, Люма, Нума) je řeka v Krasnojarském kraji v Rusku. Je dlouhá 888 km. Povodí řeky je 44 700 km².

## Průběh toku
Pramení na jižních svazích planiny Putorana. Teče téměř po celý tok Středosibiřské pahorkatině v hluboce zaříznuté dolině. Protéká přes dvě úzká a dlouhá jezera (Anama, Djupkun), která rozdělují peřejnaté úseky. Ústí zprava do Jeniseje.

## Vodní režim
Zdrojem vody jsou převážně sněhové srážky. Průměrný roční průtok vody v ústí činí 664 m³/s. Zamrzá v polovině října a rozmrzá na konci května.

## Využití
Vodní doprava je možná do vzdálenosti 130 km od ústí.